# Пол Мак-Оулі
Пол Джеймс Макоулі (англ. Paul James McAuley; 23 квітня 1955) — англійський письменник-фантаст. Письменник пише у жанрі жорсткої наукової фантастики. Основними темами його творів є біотехнологія, альтернативна історія, паралельна реальність та космічні подорожі.

## Біографія
Пол Макоулі народився 23 квітня 1955 року в місті Страуд у графстві Глостершир в Англії. Закінчив Бристольський університет, отримав диплом з біології, спеціалізувався на ботаніці та зоології. У 1980 році захистив дисертацію з ботаніки.
У 1984 році Пол Дж. Макоулі дебютував як письменник, опублікувавши оповідання «Wagon, Passing». У 1988 році вийшов перший його роман — «Чотириста мільярдів зірок» (Four Hundred Billion Stars), що приніс автору Меморіальну премію імені Філіпа Діка і поклав початок першої масштабної серії — до цієї книги примикають романи «Of the Fall» (1989) і «Eternal Light» (1991).
Загалом Пол Макоулі опублікував 16 романів і близько півсотні оповідань, частина з яких склали збірки «The King of the Hill» (1991) і «The Invisible Country» (1996) та ін.

## Нагороди
- 1989 — Меморіальна премія імені Філіпа К. Діка за роман «Чотириста мільярдів зірок» (Four Hundred Billion Stars).
- 1995 — Премія «Кружний шлях» у категорії «Найкращий твір довгої форми» за роман «Янгол Паскуале» (Pasquale's Angel)
- 1996 — Премія Артура Кларка за роман «Казкова земля» (Fairyland)
- 1997 — Меморіальна премія імені Джона Кемпбелла за роман «Казкова земля» (Fairyland)
- 2012 — Меморіальна премія імені Теодора Стерджона за оповідання «Вибір» (The Choice)
- 2013 — Премія журналу «Біфрост» за перекладений роман «Людина» (The Man)